# Вилерольтиген
Вилерольтиген (нем. Wileroltigen) — коммуна в Швейцарии, в кантоне Берн. 
Входит в состав округа Лаупен. Население составляет 390 человек (на 31 декабря 2006 года). Официальный код — 0671.